# Spinochordodes baeri
Spinochordodes baeri är en tagelmaskart som först beskrevs av Lorenzo Camerano 1896.  Spinochordodes baeri ingår i släktet Spinochordodes och familjen Chordodidae. Inga underarter finns listade i Catalogue of Life.